# Human (Zeitschrift)
Human (auch human) ist der Titel eines seit 2023 erscheinenden Magazins, das sich ganzheitlich mit den Auswirkungen der künstlichen Intelligenz (KI) auf Wirtschaft, Politik, Gesellschaft und Kultur befasst. Die Zeitschrift (ISSN 2941-2781) erscheint in der Holderstock Media GmbH, Chefredakteurin ist Rebekka Reinhard. Die erste Ausgabe, die im Juli 2023 erschien, hatte eine Startauflage von 40.000 Exemplaren. Sie ist 2023 zweimal erschienen, für 2024 waren vier Ausgaben geplant.